# Liste der Nummer-eins-Hits in Südkorea (2011)
| Digital | Alben |
| --- | --- |
| - IU – Joeun Nal (좋은 날, Good Day) - 5 Wochen (5. Dezember 2010 – 8. Januar 2011) - Hyun Bin – Geu Namja (그남자, That Man) - 1 Woche (9. Januar – 15. Januar) - Jung Yong-hwa – For First Time Lovers - 2 Wochen (16. Januar – 29. Januar) - IU – Someday - 1 Woche (30 Januar – 5. Februar) - G.NA – Black & White - 1 Woche (6. Februar – 12. Februar) - IU – Na-man Mollattdeon Iyagi (나만 몰랐던 이야기) - 2 Wochen (13. Februar – 26. Februar) - Big Bang – Tonight - 1 Woche (27. Februar – 5. März) - Song Ji-eun feat. Bang Yongguk – Michingeoni (미친거니, Going Crazy) - 1 Woche (6. März – 12. März) - K.Will – Gaseum Ttwinda (가슴이 뛴다) - 1 Woche (13. März – 19. März) - CN Blue – Intuition (직감) - 1 Woche (20. März – 26. März) - Kim Bum-soo – Jebal (제발, Please) - 2 Wochen (27. März – 9. April) - Big Bang – Love Song - 1 Woche (10. April – 16. April) - f(x) – Pinocchio (피노키오) - 1 Woche (17. April – 23. April) - Park Bom – Don’t Cry - 2 Wochen (24. April – 7. Mai) - Lena Park – I Hope It Would Be That Way Now - 1 Woche (8. Mai – 14. Mai) - 2NE1 – Lonely - 1 Woche (15. Mai – 21. Mai) - Kim Yeon-woo – Nawa Gatdamyeon (나와 같다면, If You Were Like Me) - 1 Woche (22. Mai – 28. Mai) - Ock Joo-hyun – For 1000 Days - 1 Woche (29. Mai – 4. Juni) - Huh Gak – Nareul Ijji Marayo (나를 잊지 말아요) - 1 Woche (5. Juni – 11. Juni) - JK Kim Dong-wook – Joyul (조율, Coordination) - 1 Woche (12. Juni – 18. Juni) - 2PM – Hands Up - 1 Woche (19. Juni – 25. Juni) - 2NE1 – Naega Jeil Jal Naga (내가 제일 잘 나가) - 1 Woche (26. Juni – 2. Juli) - Park Myung Soo & G-Dragon feat. Park Bom – Baramnasseo (바람났어) - 2 Wochen (3. Juli – 16. Juli) - miss A – Good-bye Baby - 2 Wochen (17. Juli – 30. Juli) - 2NE1 – Ugly - 1 Woche (31. Juli – 6. August) - Sistar – So Cool - 1 Woche (7. August – 13. August) - LeeSsang – TVreul Kkeottne... (TV를 껐네...) - 2 Wochen (14. August – 27. August) - Davichi – Annyeong Irago Malhajima (안녕이라고 말하지마) - 3 Wochen (28. August – 17. September) - Huh Gak – Hello - 1 Woche (18. September – 24. September) - Brown Eyed Girls – Sixth Sense - 1 Woche (25. September – 1. Oktober) - Beoseugeo Beoseugeo – Donggyeong Sonyeo (동경소녀) - 1 Woche (2. Oktober – 8. Oktober) - Ulala Session – Open Arms (Journey) - 1 Woche (9. Oktober – 15. Oktober) - Girls’ Generation – The Boys - 2 Wochen (16. Oktober – 29. Oktober) - Ulala Session – Seojjok Haneul (서쪽 하늘) - 1 Woche (30. Oktober – 5. November) - Wonder Girls – Be My Baby - 1 Woche (6. November – 12. November) - T-ara – Cry Cry - 2 Wochen (13. November – 26. November) - IU – Neorang Na (너랑 나) - 3 Wochen (27. November – 17. Dezember) - Hyun A & Hyeon-seung – Trouble Maker - 1 Woche (18. Dezember – 24. Dezember) - Davichi feat. T-ara – Uri Saranghaettjana (우리 사랑했잖아) - 1 Woche (25. Dezember – 31. Dezember) | - Girls’ Generation – The 1st Asia Tour – Into the New World - 1 Woche (26. Dezember 2010 – 1. Januar 2011) - TVXQ – Keep Your Head Down - 2 Wochen (2. Januar – 15. Januar) - Seungri – V.V.I.P - 1 Woche (16. Januar – 22. Januar) - Verschiedene – Secret Garden OST Special - 1 Woche (23. Januar – 29. Januar) - U-Kiss – Only One - 1 Woche (30. Januar – 5. Februar) - Verschiedene – Kolleen Selects - 1 Woche (6. Februar – 12. Februar; insgesamt 2 Wochen) - JYJ – The Beginning - 1 Woche (13. Februar – 19. Februar) - Verschiedene – Kolleen Selects - 1 Woche (20. Februar – 26. Februar; insgesamt 2 Wochen) - Big Bang – 4. Mini-Album - 1 Woche (27. Februar – 5. März) - Kim Hyung-joon – My Girl - 1 Woche (6. März – 12. März) - TVXQ – Keep Your Head Down - 1 Woche (13. März – 19. März) - CN Blue – First Step - 2 Wochen (20. März – 2. April) - Big Bang – Seupesyeoldisyeon (스페셜에디션) - 2 Wochen (3. April – 16. April) - f(x) – Pinocchio (피노키오) - 1 Woche (17. April – 23. April) - CN Blue – Thank You - 1 Woche (24. April – 30. April) - Eru – Feel Brand New - 1 Woche (1. Mai – 7. Mai) - Heo Yeong-saeng – Let it Go - 1 Woche (8. Mai – 14. Mai) - Girls’ Generation – Mr. Taxi / Run Devil Run - 1 Woche (15. Mai – 21. Mai) - F.T. Island – Return - 1 Woche (22. Mai – 28. Mai) - Beast – Fiction and Fact - 1 Woche (29. Mai – 4. Juni) - Kim Hyun-joong – Break Down - 1 Woche (5. Juni – 11. Juni) - Big Bang – Big Show - 1 Woche (12. Juni – 18. Juni) - 2PM – Hands Up - 1 Woche (19. Juni – 25. Juni) - Verschiedene – Muhandojeon Seohae-Angosokdoro (무한도전 서해안고속도로) - 1 Woche (26. Juni – 2. Juli; insgesamt 2 Wochen) - Verschiedene – Miss Ripley OST - 1 Woche (3. Juli – 9. Juli) - MBLAQ – Mona Lisa - 1 Woche (10. Juli – 16. Juli) - Verschiedene – Muhandojeon Seohae-Angosokdoro (무한도전 서해안고속도로) - 1 Woche (17. Juli – 23. Juli; insgesamt 2 Wochen) - 2NE1 – 2nd Mini Album 2NE1 - 1 Woche (24. Juli – 31. Juli) - Super Junior – Mr. Simple - 2 Wochen (31. Juli – 13 August; insgesamt 4 Wochen) - Verschiedene – Naneun Gasuda Gyeongyeon (나는 가수다 경연) - 1 Woche (14. August – 20. August) - Super Junior – Mr. Simple - 2 Wochen (21. August – 3. September; insgesamt 4 Wochen) - Kara – Step - 1 Woche (4. September – 10. September) - Seong Si-gyeong – Cheoeum (처음) - 1 Woche (11. September – 17. September) - Super Junior – A-CHa - 1 Woche (18. September – 24. September) - Infinite – Paradise - 1 Woche (25. September – 1. Oktober) - JYJ – In Heaven - 1 Woche (2. Oktober – 8. Oktober) - Kim Hyun-joong – Lucky - 1 Woche (9. Oktober – 15. Oktober) - Girls’ Generation – The Boys - 3 Wochen (16. Oktober – 5. November; insgesamt 4 Wochen) - Wonder Girls – Wonder World - 1 Woche (6. November – 12. November) - Kim Dong-ryul – KimdongrYULE - 1 Woche (13. November – 19. November) - JYJ – In Heaven (Special Edition) - 1 Woche (20. November – 26. November) - IU – Last Fantasy - 1 Woche (27. November – 3. Dezember) - Girls’ Generation – The Boys - 1 Woche (4. Dezember – 10. Dezember; insgesamt 4 Wochen) - SM Town – The Warmest Gift - 1 Woche (11. Dezember – 17. Dezember) - Jang Keun Suk – Minamisineyo OST (미남이시네요 OST) - 1 Woche (18. Dezember – 24. Dezember) - Sin He-seong – Embrace - 1 Woche (25. Dezember – 31. Dezember) |

## Jahreshitparaden
| Digital | Alben |
| --- | --- |
| 1. T-ara – Roly-Poly 2. GG feat. Park Bom – Baramnasseo (바람났어) 3. Kim Bum-soo – Jebal (제발) 4. 2NE1 – Lonely 5. Park Bom – Don’t Cry 6. f(x) – Pinocchio (피노키오) 7. 2NE1 – Naega Jeil Jal Naga (내가 제일 잘 나가) 8. Big Bang – Tonight 9. Beast – Biga Oneun Naren (비가 오는 날엔) 10. IU − Na-man Mollatdeon Iyagi (나만 몰랐던 이야기) | 1. Girls’ Generation – The Boys – 385.348 2. Super Junior – Mr. Simple – 343.348 3. TVXQ – Keep Your Head Down – 263.412 4. JYJ – In Heaven – 220.442 5. Beast – Fiction and Fact – 142.272 6. Big Bang – 4. Mini-Album – 136.594 7. Super Junior – A-cha – 129.894 8. CN Blue – First Step – 115.467 9. Kim Hyun-joong – Break Down – 114.642 10. Kim Hyun-joong – Lucky – 101.705 |